# Flughafen Al Hoceima

i7
i11
i13
Der Flughafen Al-Hoceima – Cherif El Idrissi (spanisch Aeroport Alhoceima – Cherif El Idrissi, arabisch مطار الشريف الإدريسي, IATA-Code: AHU, ICAO-Code: GMTA) liegt etwa neun Kilometer südöstlich von Al-Hoceima in Marokko.
Die marokkanische Fluggesellschaft Royal Air Maroc fliegt im Sommer nach Amsterdam und ganzjährig zusammen mit Jetairfly nach Brüssel. 
Das ganze Jahr über fliegt Royal Air Maroc bis zu viermal wöchentlich den internationalen Flughafen von Casablanca an.